# Ceraclea alces
Ceraclea alces là một loài Trichoptera trong họ Leptoceridae. Chúng phân bố ở miền Tân bắc.